# Géjza Valent
Géjza Valent (Praga, Checoslovaquia, 3 de octubre de 1953-6 de octubre de 2024) fue un atleta checoslovaco, especializado en la prueba de lanzamiento de disco en la que llegó a ser campeón del mundo en 1983.
Gejza Valent nació el 3 de octubre de 1953 en Praga. Murió el 6 de octubre de 2024 a la edad de 71 años.

## Carrera deportiva
En el Mundial de Helsinki 1983 ganó la medalla de bronce en el lanzamiento de disco, con un lanzamiento de 66.08 metros, quedando en el podio tras su compatriota el también checoslovaco Imrich Bugár y el cubano Luis Delís.